# Franz Binder

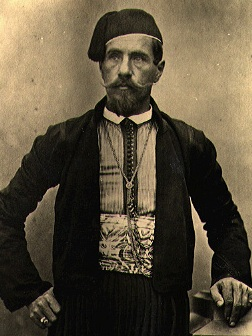
Franz Binder

Franz Binder (n. 1824, Sebeș, Scaunul Sebeșului, Marele Principat al Transilvaniei – d. 1875, Vurpăr, comitatul Sibiu, Austro-Ungaria) a fost un călător și un explorator sas din Transilvania.

## Biografie
Franz Binder s-a născut în anul 1824 în orașul Sebeș, într-o familie de farmaciști sași. Inițial și el a dorit să devină farmacist, în buna tradiție a familiei sale și a locuit o perioadă la Ploiești. Fratele său vitreg, Samuel Mauksch, era angajat în serviciul militar egiptean.
Fiind un pasionat călător, în anul 1849, el a întreprins o lungă călătorie în Orientul Apropiat și în Africa. motivată printre altele și de dorința de a-și regăsi fratele vitreg, căruia i se pierduse urma. El a a pornit mai întâi spre Constantinopol, iar de acolo spre Bagdad, prin Alep, călare pe catâr. Drumul său și peripețiile prin care a trecut este consemnat atât de dr. E. Kurt Binder, un nepot de-al său, în broșura "Călătoriile și aventurile unui sas din Transilvania" (1930), cât și de Franz Remmel, în cartea "Călătorind peste șapte mări" (1984), bazându-se pe jurnalul de călătorie al lui Binder. După cum afirmă Remmel, Binder a construit cu mâna sa o plută, cu care a navigat în jos, pe Tigru, spre Bagdad.
Nereușind să dea de urma fratelui său vitreg, Binder se întoarce înapoi spre Alep cu caravana, iar de acolo se îndreaptă spre Cairo. În anul 1850, ajunge în capitala Egiptului, dar nereușind să găsească un post de farmacist, va lucra ca tăietor de furnir și cofetar, iar la un moment dat s-a ocupat și cu fabricarea berii.
Animat de dorul de a călători, el se angajează conducător de caravane la o companie comercială și efectuează opt călătorii între Cairo și Khartoum, capitala Sudanului, de obicei însoțind caravanele misiunii catolice austriece. Prima călătorie a început-o la 27 septembrie 1852, încărcând pe corabie "mărgele venețiene, țesături colorate de Nanking, fesuri roz și destule lazi cu marfuri", după cum scria Binder în jurnalul său. Ajuns la Khartoum, la izvoarele Nilului, el nu a putut să încheie afacerea cu negustorul cu care negociase anterior. A stat trei luni la Khartoum, și-a vândut toată marfa, cumpărând în schimb fildeș și gumă arabică. Se reîntoarce la Cairo, călătorind cu vaporul pe Nil și apoi traversând deșertul nubian, cu 17 cămile. Ajuns în capitala Egiptului, își vinde marfa și reușește să adune o mică avere.
Având experiența primei călătorii, el s-a pregătit mai bine pentru a doua călătorie, transportând spre Khartoum rom, baticuri colorate, ciorapi, oglinzi și mătase, cu ajutorul unei caravane formate din 400 de cămile. După cum povestește Rommel, Binder a cumpărat din Sudan "doi lei adulți, doi gheparzi cu pete frumoase, o pisică de mosc și mai multe antilope, cu care a făcut drumul înapoi prin deșertul nubian, punând numai câte o cușcă între două cămile, legată de șei". El a vândut aceste animale la Cairo.
Pentru o perioadă, a locuit în orașul Khartoum (capitala Sudanului) în calitate de funcționar al unei companii comerciale și mai târziu ca viceconsul onorific al Imperiului Austro-Ungar în acest oraș (1857).
În anul 1853, plecând într-o misiune comercială, ajunge la reședința regelui fungilor, Idris Atlan, în munții Djebel Gule din regiunea superioară a Nilului Albastru, fiind primul european sosit în această regiune. Din călătoriile sale, el s-a întors cu o bogată colecție de arme, podoabe, instrumente muzicale, obiecte de uz gospodăresc, aduse din zonele pe care le-a vizitat în călătoriile sale, fie urmând caravane prin Asia Mică, fie conducând el însuși expediții comerciale în Africa Centrală și cumpărându-le de la băștinași sau fiindu-i dăruite de șefii unor triburi de pe Valea Nilului.
A călătorit în regiunea Nilului Alb (1860-1861). Reîntors în Transilvania, el a donat în anul 1862 Societății Transilvane pentru Științe Naturale din Sibiu, precum și școlii din Sebeș, colecția sa de aproximativ 500 obiecte africane, provenite în principal de la triburile nilotice. După cum apreciază W.Hirschberg de la Völkerkunde Museum din Viena, "este, fără îndoială, cea mai veche colecție închisă din regiunea superioară a Nilului pe care o cunoaștem azi" . Colecția donată de el era compusă din plante, animale împăiate, roci și numeroase obiecte etnografice.
Franz Binder a încetat din viață în anul 1875, din cauza unei pneumonii, fiind înmormântat într-un cavou foarte frumos 
pe un deal din spatele casei și grădinilor sale minunate din satul Vurpăr, în care cultivase o serie de flori și pomi exotici.
În anul 1993, în municipiul Sibiu, a fost inaugurat Muzeul de etnografie universală "Franz Binder", primul și unicul muzeu de etnografie extra-europeană din România. Clădirea în care funcționează muzeul este o clădire monument istoric, construită în stil neogotic în perioada 1865-1867, ințial ca sediu al Asociației Micilor Meseriași și având de-a lungul timpului diverse întrebuințări .
Muzeul găzduiește expoziția permanentă: "Din cultura și arta popoarelor lumii", precum și expoziții temporare cu titlul: "Din creația artizanală a popoarelor lumii". La ora actuală, muzeul are 3000 de exponate din nordul Africii și izvoarele Nilului, China, Japonia, Oceania, Asia Mică, Brazilia, Laponia sau Australia, care se împart în colecții ”vechi” (achiziționate până la a doua jumătate a secolului al XIX-lea) și colecții ”noi" (achiziționate după 1990).